# David-Straße
Die David-Straße, englisch David street, arabisch طريق البازار tariq al basar ‚Basar-Weg‘, hebräisch רחוב דוד rechov david, ist eine Straße im UNESCO-Weltkulturerbe Altstadt von Jerusalem.

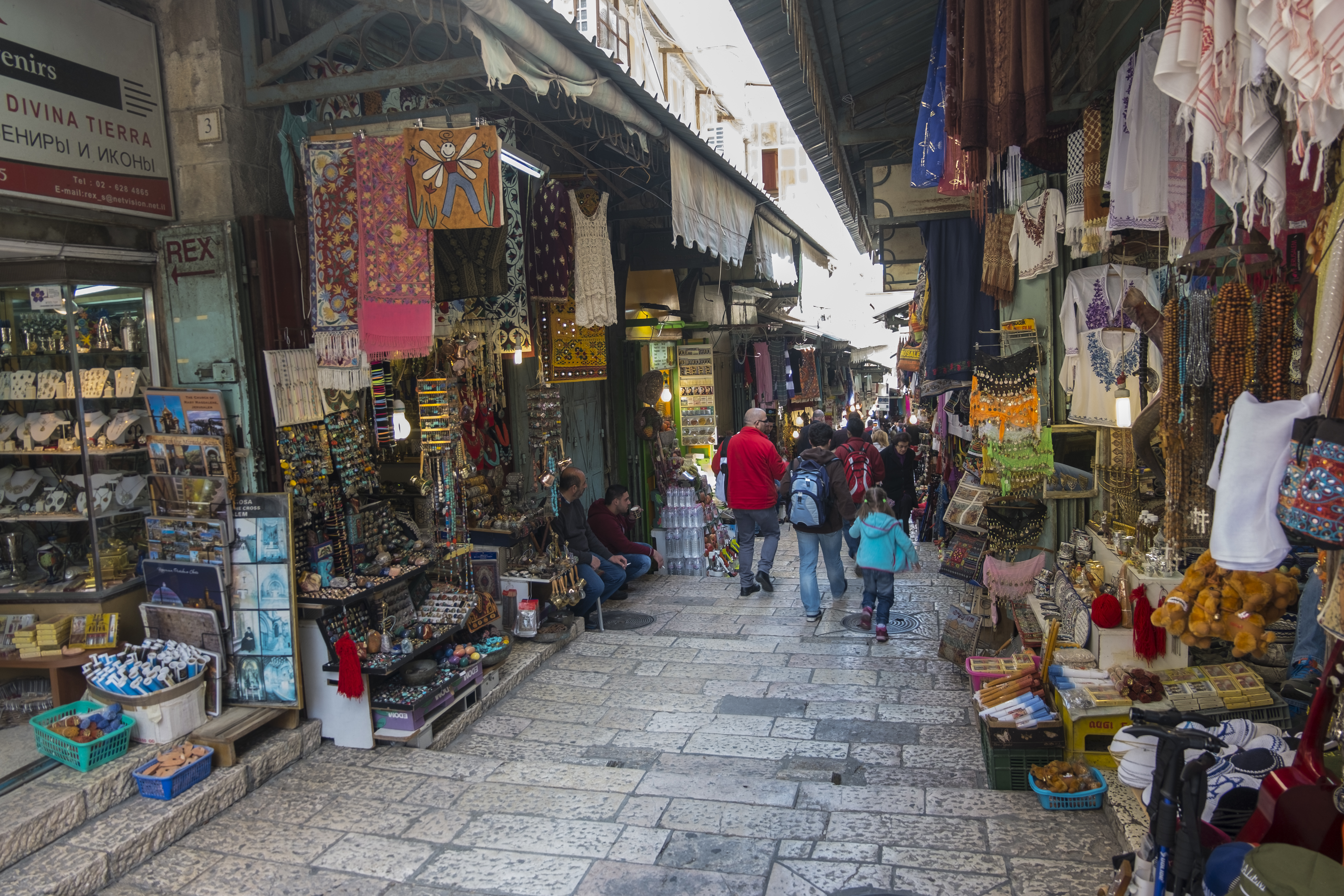
David-Straße

## Namen

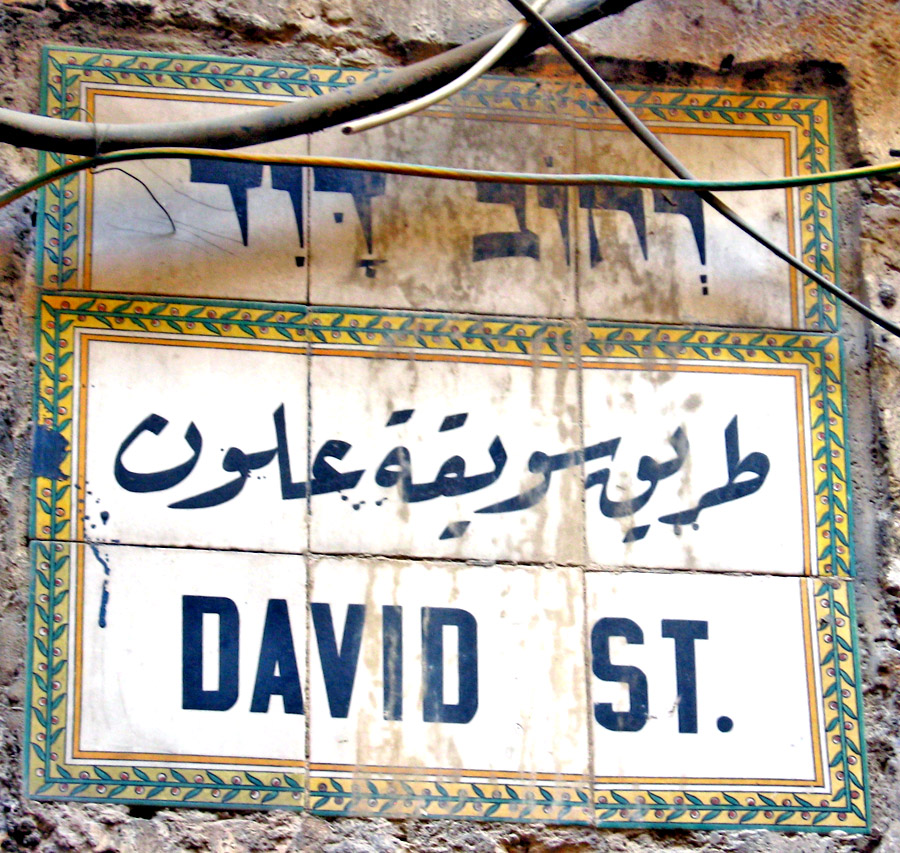
David-Straße, Straßenschild

Nachdem David 997 v. Chr. Jerusalem erobert hatte, erhielt es den Namen Davidsstadt, der sich jedoch nicht durchsetzte.
Ein Turm der von den Hasmonäern erbauten Davidszitadelle war in der Tradition mit dem Namen David verbunden. Durch diese Verbindung erhielt das neben der Zitadelle gelegene Jaffator ursprünglich den Namen Davidstor. Auf den Kreuzfahrerkarten ist es als Porta David eingetragen. Arabisch wurde es Bab Mihrab Da'ud (= Tor der Gebetsnische Davids) genannt. Durch diese Verknüpfungen erhielt die vom Jaffator zum Tempelberg führende Straße den Namen David-Straße. Auf Arabisch wurde die David-Straße entsprechend ihrer Lage einfach mit „Der Basar“, „Der Markt“ und arabisch طريق سويقة علوان tariq suwaqat alwan ‚Weg der Märkte‘ bezeichnet.

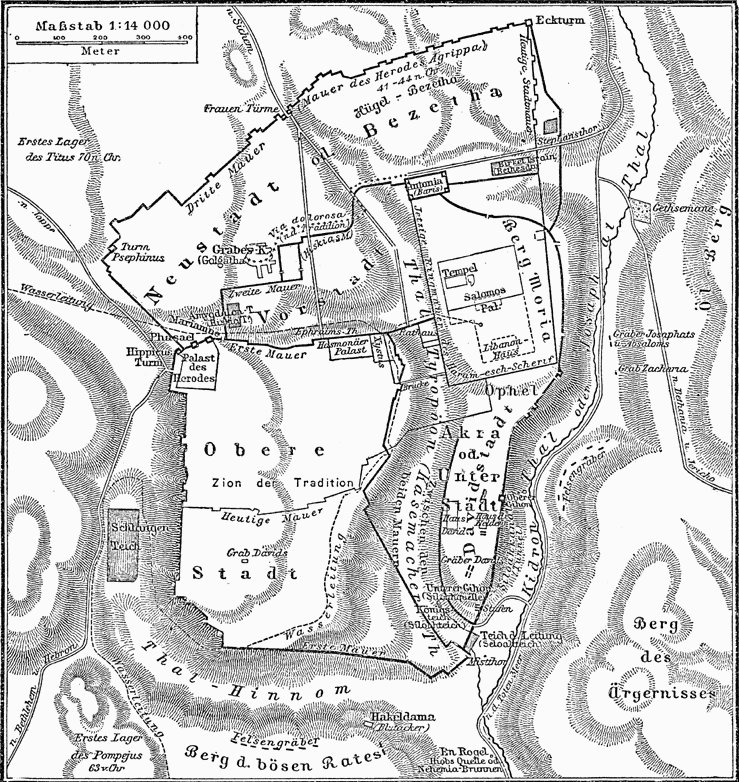
Ephraims-Tal, 1. Mauer, heutiger Verlauf der David-Straße

## Geographie
Die 270 m lange David-Straße verläuft von Westen nach Osten in einem Quertal, dem Ephraims Thal, vom Jaffator in Richtung Tempelberg. Beim Suq Chan ez-Zeit geht sie in die Kettentorstraße über. Die David-Straße bildet die Grenze zwischen dem Christlichen Viertel im Norden und dem Armenischen Viertel im Süden.
Südlich der David-Straße erhebt sich der Berg Zion und nördlich von ihr der Hügel Golgota.

## Geschichte

### Bis zum Jahr 70
Jerusalem entstand in der Kupfersteinzeit 4500 v. Chr. zunächst auf dem Bergsporn, dem Ophel und der Davidsstadt, südlich des Tempelberges. Von dort breitete es sich nach Norden und Westen zunächst bis zum in Ost-West-Richtung verlaufenden Quertal, dem Ephraims-Tal, aus. Im Bemühen diese hinzugewonnenen Siedlungen zu schützen, wurde auf dem Südhang dieses Quertales eine Stadtmauer errichtet. Ab der Mittleren Bronzezeit bis zum 8. Jahrhundert v. Chr. entstand die „alte Mauer“. Nach der Rückkehr aus dem Babylonischen Exil wurde in der persischen Zeit 538 v. Chr. bis 333 v. Chr. von Nehemia die zerstörte „alte Mauer“ wieder aufgebaut.
Vom 2. bis 1. Jahrhundert v. Chr. bauten die Hasmonäer dem Verlauf des Quertales folgend die „1. Mauer“. Aufgrund der wachsenden Bevölkerung wurde in frühherodianischer Zeit durch den Bau der „2. Mauer“ und der „3. Mauer“ ab 41 unter Herodes Agrippa I. die Stadtmauer über das Quertal hinaus nach Norden verlegt. In diesem Quertal befindet sich heute die David-Straße.

### Römerherrschaft ab 70 bis zur arabischen Eroberung im Jahr 638
Nach der Zerstörung Jerusalems durch Titus im Jahr 70 gründete der römische Kaiser Hadrian um das Jahr 130 an diesem Ort die römische Kolonie Aelia Capitolina. Nach dem bei den Römern üblichen Städtebauschema wurde ein in Nord-Süd-Richtung verlaufender Cardo Maximus angelegt und ein in Ost-West-Richtung verlaufender Decumanus. Cardo und Decumanus kreuzten sich im Stadtzentrum. An dieser Kreuzung befand sich das römische Forum, heute Muristan. Der Verlauf des Cardo spiegelt sich in den heutigen Straßen Suq Chan ez-Zeit, dreifacher Suq, Rechov Chabad wider. Die David-Straße und an sie anschließend die Kettentor-Straße markieren den Verlauf des Decumanus.

## Gebäude und Sehenswürdigkeiten in der Umgebung der David-Straße
Betritt man die Jerusalemer Altstadt durch das Jaffator,⊙ so gelangt man auf einen kleinen in Ost-West-Richtung langgestreckten Platz.
Dieser Platz heißt arabisch ميدان عمر بن الخطاب maydan Omar Ibn Al-Khatab, hebräisch כיכר עומר אבן אל ח'טאב Kikar Omar Ibn Al-Khatab, deutsch ‚Omar Ibn Al-Khatab Platz‘.⊙ Wenn man den Rundweg auf der Stadtmauer der Altstadt entlang wandert, muss man ihn am Jaffator verlassen und auf der anderen Seite des Jaffatores wieder auf die Mauer aufsteigen.
Auf der Südseite dieses Platzes befindet sich die Davidszitadelle.⊙ Auf der Nordseite des Platzes gibt es eine Tourist-Information,⊙ die bei Unterkunft und Fragen zur Besichtigung des Tempelberges behilflich ist. Neben der Tourist-Information befindet sich das Hotel Imperial,⊙ in dem Kaiser Wilhelm II. zusammen mit seiner Frau Kaiserin Viktoria wohnte, als sie 1898 Jerusalem besuchten. Ebenfalls auf der Nordseite des Platzes, dort wo die David-Straße beginnt, befindet sich ein schönes altes Gebäude mit Dachterrasse, die gegen Eintrittsgeld zugänglich ist.
Auf der Ostseite des Platzes beginnt die David-Straße.⊙ Wenige Meter nach Beginn der David-Straße befindet sich auf ihrer Südseite die osmanische arabisch مسجد سويقة علوان masdschid Suwaqah Alwan ‚Suwaqah Alwan Moschee‘.⊙ Die schmale Eingangstür der Moschee ist mit einem Bogen geschmückt. Die Moschee hat kein Minarett. Sie besitzt einen mit farbigen Kacheln verzierten Mihrāb und eine kleine Bibliothek.
Zwischen dem Beginn der David-Straße am Omar Ibn Al-Khatab Platz und der englisch Christian Quarter street, arabisch طريق حارة النصارى tariq harat an-nasara ‚Straße des christlichen Viertels‘, hebräisch רחוב הנוצרי rechov ha-nasri, deutsch ‚Straße die Christen‘ liegt auf der Nordseite der David-Straße verborgen hinter den Häusern das Hiskija-Becken.⊙

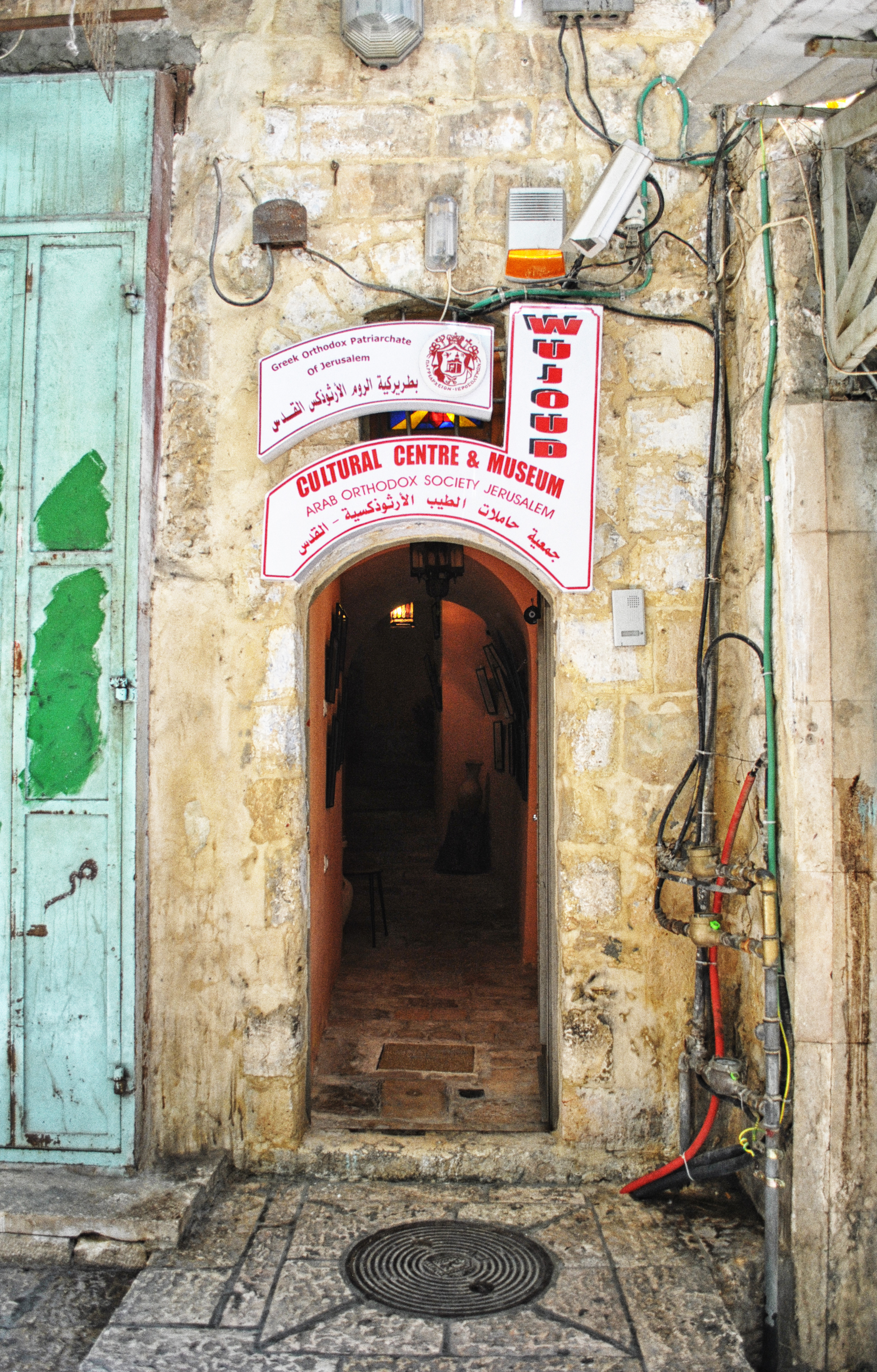
Wujoud-Museum

Auf der Nordseite der David-Straße, etwa in der Mitte zwischen ihrem Beginn am Omar Ibn Al-Khatab Platz und der Straße des christlichen Viertels liegt der Eingang des Wujoud-Museums. Das Museum befindet sich in einem 650 Jahre alten Gebäude, das dem Griechisch-Orthodoxen Patriarchat von Jerusalem gehört. An der schmalen Eingangstür zum Museum steht: Greek Orthodox Patriarchate of Jerusalem und Cultural Centre & Museum Arab Orthodox Society Jerusalem. Von der Terrasse des Wujoud-Museums ist es möglich, einen Blick auf das Hiskija-Becken zu werfen.⊙
20 m östlich der Abzweigung der Straße des christlichen Viertels zweigt der Suq Aftimos, englisch Avtimos street, arabisch سوق أفتيموس suq aftimos, hebräisch שוק אבטימוס suq avtimos, von der David-Straße nach Norden ab.⊙
Er führt nach 20 m zur Johanneskirche.⊙
Gegenüber dieser Abzweigung auf der Südseite der David-Straße befindet sich die arabisch مسجد عثمان بن عفان masdschid Othman-bin-Affan ‚Othman-bin-Affan-Moschee‘.⊙ Diese Moschee besitzt kein Minarett. Sie ist nur 15 m² groß und verfügt über eine kleine Bibliothek. Sie wurde nach ʿUthmān ibn ʿAffān benannt, einem der rechtgeleiteten Kalifen. Über die Nutzung des Dachgartens der Moschee gab es seit 1979 Streit zwischen der Waqf-Behörde Jerusalem und der lutherischen Kirche.
Zwischen der Straße des christlichen Viertels und der 90 m weiter östlich nach Norden abzweigenden Muristan-Straße (englisch Muristan road, arabisch طريق المارستان الصلاحي tariq al-Marstani al-Salahi, hebräisch רחוב מוריסטן rechov muristan)⊙ befindet sich nördlich der David-Straße hinter den Häusern das Muristan-Viertel.⊙
Südlich der David-Straße hinter den Häusern befindet sich ein von Conrad Schick entworfener und 1860 auf Ruinen der Kreuzfahrerzeit erbauter Gebäudekomplex. Dieses Gebäude beherbergt das Lutherische Hospiz, das Privatzimmer und Schlafsäle für christliche Jerusalempilger anbietet.⊙
Südöstlich der Abzweigung der Muristanstraße auf der Südseite der David-Straße befindet sich eine osmanische Moschee.⊙
Sie heißt ebenfalls Othman-bin-Affan-Moschee, was zu Verwechselungen mit der weiter oben beschriebenen kleinen Moschee führt.
Außerdem wird sie auch mit dem Namen arabisch جامع الشيخ غباين dschamia esch-Scheich Ghaba'in ‚Ghaba'in-Moschee‘ bezeichnet.
Sie hat ein aufwendig verziertes Portal aus weißem und rotem Stein, gekrönt mit einem Stalaktitengewölbe.
An ihrem östlichen Ende mündet die David-Straße in den Suq Chan ez-Zeit. Der Suq Chan ez-Zeit bildet hier eine dreischiffige Markthalle aus der Kreuzfahrerzeit, den Suq al-Aṭṭarin.⊙